# ECHL 2023/24
Die Saison 2023/24 ist die 36. Spielzeit der ECHL. Alle 28 Mannschaften werden in der regulären Saison, die vom 19. Oktober 2023 bis zum 14. April 2024 ausgetragen werden soll, je 72 Spiele bestreiten. Anschließend folgen die Playoffs um den Kelly Cup.

## Änderungen
Erstmals in der Geschichte der ECHL verblieb das Teilnehmerfeld gegenüber dem Vorjahr unverändert, sodass sich nur die üblichen Änderungen in den NHL- bzw. AHL-Kooperationen ergaben.
| Mannschaft          | Neue Kooperationspartner                           | Vorherige Kooperationspartner                        |
| Atlanta Gladiators  | Nashville Predators (NHL) Milwaukee Admirals (AHL) | Arizona Coyotes (NHL) Tucson Roadrunners (AHL)       |
| Cincinnati Cyclones | New York Rangers (NHL) Hartford Wolf Pack (AHL)    | Buffalo Sabres (NHL) Rochester Americans (AHL)       |
| Jacksonville Icemen | Buffalo Sabres (NHL) Rochester Americans (AHL)     | New York Rangers (NHL) Hartford Wolf Pack (AHL)      |
| Kalamazoo Wings     | Vancouver Canucks (NHL) Abbotsford Canucks (AHL)   | Columbus Blue Jackets (NHL) Cleveland Monsters (AHL) |
| Norfolk Admirals    | Winnipeg Jets (NHL) Manitoba Moose (AHL)           | Chicago Wolves (AHL)                                 |

## Reguläre Saison
| Adirondack |

| Maine |

| Reading |

| Trois-Rivières |

| Worcester |

| Atlanta |

| Florida |

| Greenville |

| Jacksonville |

| Norfolk |

| Orlando |

| Savannah |

| South Carolina |

| Cincinnati |

| Fort Wayne |

| Indy |

| Iowa |

| Kalamazoo |

| Toledo |

| Wheeling |

| Allen |

| Idaho |

| Kansas City |

| Rapid City |

| Tulsa |

| Utah |

| Wichita |

| \| Newfoundland \| |
| Newfoundland       |

| Newfoundland |

Abkürzungen: GP = Spiele, W = Siege, L = Niederlagen, OTL = Niederlage nach Overtime, SOL = Niederlage nach Shootout, GF = Erzielte Tore, GA = Gegentore, Pts = Punkte, Pts% =Punktquote

### Eastern Conference
| North Division          | GP | W  | L  | OTL | SOL | GF  | GA  | Pts | Pts % |
| ----------------------- | -- | -- | -- | --- | --- | --- | --- | --- | ----- |
| Adirondack Thunder      | 72 | 43 | 18 | 7   | 4   | 241 | 212 | 97  | .674  |
| Norfolk Admirals        | 69 | 41 | 21 | 6   | 1   | 245 | 199 | 89  | .645  |
| Lions de Trois-Rivières | 69 | 31 | 30 | 5   | 3   | 204 | 229 | 70  | .507  |
| Maine Mariners          | 72 | 32 | 32 | 7   | 0   | 250 | 260 | 72  | .500  |
| Worcester Railers       | 72 | 32 | 32 | 5   | 3   | 210 | 238 | 72  | .500  |
| Reading Royals          | 72 | 29 | 35 | 6   | 2   | 198 | 247 | 66  | .458  |
| Newfoundland Growlers   | 66 | 28 | 28 | 8   | 2   | 220 | 234 | 66  | -     |

| South Division           | GP | W  | L  | OTL | SOL | GF  | GA  | Pts |
| ------------------------ | -- | -- | -- | --- | --- | --- | --- | --- |
| Greenville Swamp Rabbits | 72 | 44 | 23 | 4   | 1   | 224 | 212 | 93  |
| Jacksonville Icemen      | 72 | 42 | 23 | 6   | 1   | 238 | 195 | 91  |
| Florida Everblades       | 72 | 40 | 23 | 7   | 2   | 224 | 186 | 89  |
| Orlando Solar Bears      | 72 | 38 | 24 | 7   | 3   | 220 | 206 | 86  |
| South Carolina Stingrays | 72 | 39 | 26 | 4   | 3   | 249 | 218 | 85  |
| Savannah Ghost Pirates   | 72 | 30 | 34 | 7   | 1   | 218 | 243 | 68  |
| Atlanta Gladiators       | 72 | 23 | 45 | 3   | 1   | 187 | 264 | 50  |

### Western Conference
| Central Division    | GP | W  | L  | OTL | SOL | GF  | GA  | Pts |
| ------------------- | -- | -- | -- | --- | --- | --- | --- | --- |
| Toledo Walleye      | 71 | 48 | 14 | 4   | 5   | 289 | 209 | 105 |
| Indy Fuel           | 72 | 39 | 25 | 6   | 2   | 230 | 221 | 86  |
| Wheeling Nailers    | 71 | 38 | 28 | 4   | 1   | 232 | 204 | 81  |
| Kalamazoo Wings     | 72 | 38 | 30 | 4   | 0   | 214 | 203 | 80  |
| Fort Wayne Komets   | 72 | 35 | 30 | 3   | 4   | 224 | 226 | 77  |
| Cincinnati Cyclones | 72 | 31 | 34 | 7   | 0   | 236 | 261 | 69  |
| Iowa Heartlanders   | 72 | 27 | 37 | 6   | 2   | 186 | 250 | 62  |

| Mountain Division     | GP | W  | L  | OTL | SOL | GF  | GA  | Pts |
| --------------------- | -- | -- | -- | --- | --- | --- | --- | --- |
| Kansas City Mavericks | 72 | 54 | 12 | 4   | 2   | 305 | 202 | 114 |
| Idaho Steelheads      | 72 | 48 | 20 | 2   | 2   | 250 | 200 | 100 |
| Allen Americans       | 72 | 33 | 35 | 3   | 1   | 233 | 276 | 70  |
| Tulsa Oilers          | 72 | 30 | 33 | 8   | 1   | 222 | 233 | 69  |
| Utah Grizzlies        | 72 | 31 | 36 | 5   | 0   | 227 | 264 | 67  |
| Rapid City Rush       | 72 | 30 | 38 | 4   | 0   | 236 | 280 | 64  |
| Wichita Thunder       | 72 | 27 | 35 | 9   | 1   | 220 | 271 | 64  |